# 白山 (西脇市)
白山（はくさん）は、兵庫県西脇市黒田庄町門柳にある標高510mの山である。丹波高地の最西端に位置する山であり、ふるさと兵庫100山の一つである。

## 概要
白山は丹波高地の最西端に位置する山である。登山道は加古川線本黒田駅、若しくは、福知山線谷川駅を基点とする。近隣に位置する妙見山と共に、地域における信仰の対象であり、修験道の拠点となってきた山である。
白山の山麓には、荘厳寺があり、信仰の拠点の一つをなしている。また、甞ては、山名に由来する、白山権現が頂上近くに位置していた。山頂に三角点はない。